# Janów Podlaski (gmina)
Pour les articles homonymes, voir Janów Podlaski.
Janów Podlaski est une gmina rurale (gmina wiejska) de la powiat de Biała Podlaska, dans la Voïvodie de Lublin, dans l'est de la Pologne, à la frontière avec la Biélorussie.
Son siège administratif (chef-lieu) est le village de Janów Podlaski, qui se situe environ 20 kilomètres au nord de Biała Podlaska (siège du powiat) et 115 kilomètres au nord-est de la capitale régionale Lublin (capitale de la voïvodie).
La gmina couvre une superficie de 135 km2 pour une population de 5 553 habitants en 2006.

## Histoire
De 1975 à 1998, la gmina est attachée administrativement à la voïvodie de Biała Podlaska.

Depuis 1999, elle fait partie de la voïvodie de Lublin.

## Géographie
La gmina inclut les villages et localités de :

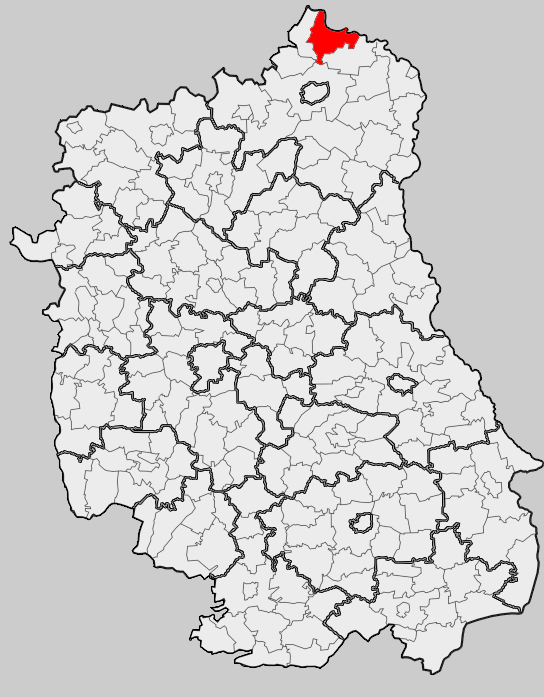
Position de la gmina dans la voïvodie

- Błonie
- Bubel-Granna
- Bubel-Łukowiska
- Jakówki
- Janów Podlaski
- Kajetanka
- Klonownica Mała
- Klonownica-Plac
- Nowy Pawłów
- Ostrów
- Peredyło
- Polinów
- Romanów
- Stare Buczyce
- Stary Bubel
- Stary Pawłów
- Werchliś
- Woroblin
- Wygoda

### Gminy voisines
La gmina de Janów Podlaski est voisine des gminy suivantes :
- Biała Podlaska
- Konstantynów,
- Leśna Podlaska
- Rokitno

Elle est également frontalière de la Biélorussie.

## Structure du terrain
D'après les données de 2002, la superficie de la commune de Janów Podlaski est de 135 kilomètres carrés, répartis comme telle :
- terres agricoles : 75 %
- forêts : 17 %

La commune représente 4,9 % de la superficie du powiat.

## Démographie
Données du 30 juin 2004:
| Description        | Total  | Total | Femmes | Femmes | Hommes | Hommes |
| ------------------ | ------ | ----- | ------ | ------ | ------ | ------ |
| Unité              | Nombre | %     | Nombre | %      | Nombre | %      |
| Population         | 5 560  | 100   | 2 786  | 50,1   | 2 774  | 49,9   |
| Densité (hab./km²) | 41,2   | 41,2  | 20,6   | 20,6   | 20,5   | 20,5   |